# ۷۴۶ (خورشیدی)
۷۴۶ هفتصد و چهل و ششمین سال هجری خورشیدی است.